# Sören Sjölander
Sören Sjölander är professor i innovationsteknik vid Chalmers tekniska högskola i Göteborg. 
Sjölander är född i Borås 1950 och avlade civilingenjörsexamen vid Chalmers sektion för maskinteknik 1977. Efter arbete med produktutveckling i industrin återkom Sjölander till Chalmers och disputerade 1985 i Industriell organisation och ekonomi på en avhandling som rörde innovationsprocesser i stora industriföretag. Efter att ha startat flera nya företag återgick han till Chalmers 1990 och antogs som docent i Industriell organisation och ekonomi och tillträdde en tjänst som högskolelektor efter en period som managementkonsult och senare tillförordnad professor i Industriell organisation och ekonomi. Sjölander har medverkat i grundandet av flera av Chalmers groddföretag och har lett utvecklingen av CHAMPS – Chalmers Advanced Management Programs – en internationell verksamhet för avancerad industriell ledarutveckling, medgrundat Chalmers Invest, Chalmers Innovation och Chalmers Entreprenörskola. Sjölander är styrelseledamot i flera groddföretag och publika företag och ledamot av Kungliga Ingenjörsvetenskapsakademien sedan 1996.
Sjölanders forskning har varit inriktad på studier av innovationsprocesser och forsknings- och utvecklingsverksamhet i små och stora industriföretag. Forskningen har haft tre tyngdpunkter; (1) studier av innovationsprocesser och entreprenörskap, (2) studier inom teknikens ekonomi och management med tonvikt på strategifrågor samt managementfrågor i övrigt som har betydelse för teknikens industriella nyttiggörande samt (3) studier av små teknikbaserade företag.